# Imavision
Imavision, aussi connue sous les noms de Imavision Distribution, Imavision Productions et Imavision.com, était une entreprise québécoise reconnue principalement dans l’acquisition de programmes de divertissement pour la distribution en DVD sur les marchés de détail et institutionnels du Canada, des États-Unis et de l’Europe francophone. D’autre part, Imavision était également un acteur important dans le domaine de la production de films et de séries documentaires.

## Historique

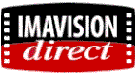
Logo d'Imavision Direct (division de marketing direct d'Imavision Distribution) jusqu'en 2004

Imavision 21 est fondée en 1995 par Pierre Paquet et feu Gabor Kertesz. L’entreprise, alors située sur le boulevard Côte-Vertu à Ville Saint-Laurent, est active dans le domaine de la distribution d’œuvres audio-visuelles, d’abord en format VHS et ensuite en DVD. Plus spécifiquement, Imavision fait l’achat de droits de séries télévisées, de films et de documentaires, les édite en format DVD et en assure la distribution. Plus d’un million de copies de vidéocassettes sont vendues dans la première année d’opération. En 1998, en raison de la croissance rapide de l’entreprise, Imavision 21 devient Imavision Distribution et les bureaux déménagent sur la rue Saint-Jacques, à Montréal. Imavision, croulant sous des dettes de 7 millions de dollars, fait faillite le 4 février 2014,.

## Présentation
Imavision 21 était la première entreprise en Amérique du Nord à promouvoir et à distribuer sur VHS des séries classiques (dites nostalgiques) des années 1950, issues notamment des archives télévisuelles de Radio-Canada. Depuis ce temps, Imavision a délaissé le format désuet du VHS pour se consacrer exclusivement au DVD. 
Après plusieurs importants succès de vente, dont Pokémon (plus grand nombre de copies vendues au prorata de la population au monde), La Petite Maison dans la prairie (la série nostalgique en DVD la plus vendue en Amérique du Nord), Les Belles Histoires des pays d'en haut, La Petite Vie, Alex Kovalev : Mes trucs et méthodes d’entraînement, et Il était une fois...Guy Lafleur, l’entreprise s’est hissée parmi les distributeurs indépendants de DVD francophones les plus importants en Amérique du Nord. Le catalogue de ses produits comptait près de 500 titres.

## Organisation
Le président, Pierre Paquet, comptait 30 années d’expérience dans la commercialisation de produits, dont 15 années dans les droits de programmation télévisuelle et la distribution. 
Imavision était propriétaire de l’édifice dans lequel elle opérait au 1313 rue Saint-Jacques, à Montréal, dans la province de Québec. On y trouvait ses bureaux, son entrepôt et son centre d’appel opérationnel 7 jours sur 7. L’entreprise comptait 24 employés qui travaillaient dans les domaines suivants : administration, acquisition et ventes, production, entrepôt et expédition, marketing direct et communications.

## Imavision Productions
Imavision Productions fait ses débuts en 1993 avec la sortie du VHS En pleine forme avec Mitsou alors que la chanteuse Mitsou est au summum de la popularité. L'entreprise s'oriente ensuite vers la production de documentaires, dont la télésérie de 13 épisodes Épopée en Amérique : une histoire populaire du Québec (1997), gagnante de 3 Prix Gémeaux. La liste des productions inclut également: 
Moi j’me fais mon cinéma (1999) dernier film réalisé par l'acclamé Gilles Carle 

Une révolution tranquille (2001)

La Boxe, tout un combat ! (2008)

Jazz Confidences : 30 ans de Festival à Montréal (2009)

Il était une fois… Guy Lafleur (2009)

Un projet qui traite de la reconstruction en Haïti à la suite du séisme dévastateur du 12 janvier 2010 était en développement lors de la disparition de l'entreprise.

## Partenaires
Imavision a bâti des alliances avec des producteurs de films et de télévision canadiens, américains, européens et japonais, pour la distribution en DVD de leurs films et séries télévisées, dont :
- Avanti Ciné-Vidéo
- BBC
- Cité-Amérique
- Delphis Films
- Équipe Spectra
- Fair-Play
- Gaumont
- Granada
- Institut national de l'audiovisuel
- Incendo
- Les Films de ma vie
- Locomotion
- Media 9
- MoonScoop
- Muse
- NBC
- Office national du film du Canada
- Pixcom
- Procidis
- Productions La Fête
- Radio-Canada
- Sardine Productions
- Sovimage
- TF1
- TOEI
- Vox Populi